# Thomas Bosmel
Thomas Bosmel (* 18. April 1988 in Caen) ist ein französischer ehemaliger Fußballtorwart.

## Karriere
Bosmel wurde 2008 in die Reservemannschaft des SM Caen aufgenommen und absolvierte in seiner ersten Saison einen Einsatz für das Viertligateam. 2009 rückte er zwar in den Profikader auf, spielte aber weiter in der zweiten Mannschaft, für die er fortan regelmäßiger auflief. In der ersten Auswahl war er hinter Alexis Thébaux und Damien Perquis lediglich als dritter Torwart gesetzt. Als sowohl Thébaux als auch Perquis verletzungsbedingt ausfielen, konnte Bosmel am 12. März 2011 dennoch sein Erstligadebüt feiern, auch wenn er dabei eine 0:2-Niederlage gegen die AS Nancy hinnehmen musste. Er hütete während der folgenden beiden Spiele ebenfalls das Tor, blieb jedoch in der Spielzeit 2011/12 ohne Einsatz und musste an deren Ende den Abstieg in die zweite Liga hinnehmen. 2014 gelang der Wiederaufstieg, an dem er allerdings nicht direkt beteiligt war.
Im Anschluss an den geglückten Aufstieg kehrte der Torhüter Caen den Rücken und unterschrieb beim Zweitligisten AC Arles-Avignon. Auch dort schaffte er allerdings nicht die Entwicklung zum Stammtorwart und musste 2015 überdies den Sturz in die Drittklassigkeit hinnehmen. Sein Vertrag wurde daraufhin aufgelöst und er fand vorerst keinen neuen Verein.